# Herbert Oberhofer (Bergsteiger)
Herbert Oberhofer ist ein deutscher Bergsteiger.

## Leben
Herbert Oberhofer nahm ab 1966 an mehreren Expeditionen in den Anden, dem Karakorum und dem Himalaya teil, dabei gelangen auch wichtige Erstbegehungen und Erstbesteigungen. Seine ersten größeren Erfolge erzielte er während der Andenexpedition des Akademischen Alpenvereins München (AAVM) 1966.

## Alpinistische Leistungen (Auszug)
- Jatunhuma 6141 m (Cordillera Vilcanota, Anden), 1966 Erstbesteigung des Süd- und Mittelgipfels im Rahmen einer vollständigen Süd-Nord-Traverse aller drei Gipfel des Jatunhuma, Andenexpedition des Akademischen Alpenvereins München 1966 (AAVM). Expeditionsteilnehmer: Arnulf Rother, Gundolf Engelmann, Uwe Kerner, Hans Albert Mayer, Michael Schneider, Karl Winkler und Herbert Oberhofer. Während der Expedition werden noch weitere Besteigungen gemacht u. a. im Ausangatemassiv (6336 m).[1]
- Shispare 7611 m (Karakorum, Pakistan), Erstbesteigung am 21. Juli 1974 zusammen mit Leszek Cichy, Marek Grochowski, Jan Holnicki-Szulc, Andrzej Mlynarczyk, Jacek Poreba und Hubert Bleicher (Polish-German Academic Expedition 1974).
- Batura Sar 7795 m (Karakorum, Pakistan), Erstbesteigung am 30. Juni 1976 zusammen mit Hubert Bleicher. (Göppingen Himalaya-Karakoram Expedition 1976)